# Сильвестр (митрополит Сарский)
Митрополит Сильвестр — епископ Русской православной церкви, митрополит Сарский и Подонский (Крутицкий).
С 1648 года — архимандрит Спасо-Андроникова монастыря в Москве.
В 1649 году по указу царя Алексея Михайловича свидетельствовал мощи благоверной великой княгини Анны († 1368).
10 июля 1653 года хиротонисан во епископа Сарского и Подонского с возведением в сан митрополита.
В 1654 году участвовал в Соборе при патриархе Никоне по вопросу исправления богослужебных книг.
Скончался 20 августа 1654 года от морового поветрия.